# Conrad II de La Tour-Châtillon de Zurlauben
Pour les articles homonymes, voir Zurlauben.
Conrad II de la Tour-Châtillon de Zurlauben, fils aîné de Béat Ier de la Tour-Châtillon de Zurlauben, ayant été élevé aux premières fonctions de son canton, fut envoyé en 1602, à Paris pour renouveler avec Henri IV l'alliance des treize cantons, et il fut chargé en 1619 de la même mission près de Louis XIII. Cette même année, il leva pour le régiment des gardes suisses une compagnie de trois cents hommes, dont il resta propriétaire. Nommé colonel du régiment suisse, qu'avaient levé les cantons catholiques, sous le nom de la Tour de Jérusalem, Conrad II servit avec éclat, en 1626, dans la Valteline. Ministre plénipotentiaire des mêmes cantons, il réussit à pacifier cette contrée, ainsi que le Valais. Dans les diètes des treize cantons, il se distingua toujours par la sagesse de ses conseils. Louis XIII le créa en 1626 chevalier de Saint-Michel, et le maréchal de Bassompierre fut chargé de le revêtir des insignes de l'ordre. Conrad a écrit le traité De Concorclia fidei, dans lequel il établit que le bonheur et la tranquillité des Suisses dépendent de leur attachement à la religion catholique. Il mourut à Zug le 31 mars 1629.

## Source
« Conrad II de La Tour-Châtillon de Zurlauben », dans Louis-Gabriel Michaud, Biographie universelle ancienne et moderne : histoire par ordre alphabétique de la vie publique et privée de tous les hommes avec la collaboration de plus de 300 savants et littérateurs français ou étrangers, 2e édition, 1843-1865 [détail de l’édition]